# Kill Theory
Kill Theory is een Amerikaanse thriller-horrorfilm uit 2008 onder regie van Chris Moore.

## Verhaal

### Proloog
Dr. Karl Truftin voert een ontslaggesprek met psychiatrisch patiënt Walter. Die komt na drie jaar in een gesloten inrichting vrij. De reden voor Walters opsluiting blijkt een incident waarin hij en drie vrienden een berg beklommen. Door omstandigheden kwamen ze daarbij op zeker moment alle vier aan één rafelend touw te hangen. Walter sneed daarop zijn vrienden los om zijn eigen leven te redden. Hij vertelt Truftin dat hij nu beseft dat dit fout was, maar dat hij denkt dat andere mensen in een vergelijkbare situatie ook een dergelijke keuze zouden maken om hun leven te redden.

### Plot
Schoolvrienden Brent, Amber, Freddy, Jennifer, Michael, Nicole en Carlos rijden naar het vakantiehuis van Brents vader om daar hun afstuderen te vieren. Eenmaal aangekomen blijkt Brents stiefzus Alex ook in het huis. Omdat zes van hen deel uitmaken van een stelletje, proberen ze Alex te koppelen aan de enige vrijgezel van de groep, Freddy.
Nicole staat 's  nachts op om iets uit de koelkast te pakken. Daar grijpt iemand haar vast. Even voor 3.00 uur gooit haar ontvoerder Nicole's lijk door het raam van Freddy's slaapkamer bij hem naar binnen. De rest van de groep komt op de herrie af. Nicole's keel blijkt doorgesneden en de letters 'TV' staan in haar buik gekerfd. De groep zet daarom de TV aan en bekijkt daarop een opname die de moordenaar voor ze achterliet. Hieruit blijkt dat de moordenaar Nicole een keuze gaf. Als ze haar vriend Carlos in zijn slaap had doodgeschoten, had zij mogen blijven leven. De moordenaar zegt dat de overgebleven zeven tot 6.00 uur de tijd hebben om ervoor te zorgen dat er nog maar een van hen in leven is. Als ze daaraan voldoen, mag de overlevende van hem vertrekken. Leven er om 6.00 uur nog meerdere mensen, dan vermoordt hij iedereen.
In eerste instantie piekeren de vrienden er niet over om zich tegen elkaar te keren. Ze proberen in plaats daarvan te bedenken hoe ze hun aanvaller aan moeten pakken. Brent en Carlos rennen daarom naar buiten om een geweer uit een kluisje bij het meer te pakken. Brent krijgt dit te pakken. Carlos ziet een bijl in een houtblok staan en rent erop af om ook die te pakken, maar hij loopt daardoor in een geïmproviseerde berenval, die hem half doormidden klieft. Brent laat hem voor dood achter en keert terug naar het huis. Omdat hij terugkeert met het geweer, maar zonder Carlos, beginnen de eerste tekenen van wantrouwen de groep te verdelen. De moordenaar verbindt Carlos intussen en laat hem daarna achter bij het huis. Zwaargewond maar levend vertelt Carlos dat Brent hem in de steek liet.
Alex haalt een busje in de hoop dat ze Carlos daarmee naar een ziekenhuis kan brengen. Op Freddy na stapt ook de rest van de groep in de wagen, in de hoop te ontsnappen. De moordenaar heeft echter boobytraps op het terrein geplaatst. Hij activeert er één waarop het busje de banden stuk rijdt en strandt. Daarna vertelt de moordenaar via een zender dat de groep nu een van hen het busje uit moet zetten, als offer. Zo niet, dan vermoordt hij iedereen ter plekke. Om zijn dreigement kracht bij te zetten, schiet hij een ballonetje gevuld met benzine kapot dat aan een tak boven het busje hangt. In paniek en onder tijdsdruk, duwt de groep Carlos de wagen uit, met als excuus dat hij toch op sterven na dood is. De moordenaar schiet hem daarop met een scherpschuttersgeweer door het hoofd.
Iedereen rent los van elkaar terug naar het huis, maar de moordenaar onderschept Brent. Hij laat die gaan op voorwaarde dat hij een van de anderen vermoordt. Brent komt daarop Alex tegen. Ze is alleen. Hij verdrinkt haar ongezien. Teruggekomen bij het huis, blijkt Michael inmiddels in bezit van het geweer. Brent manipuleert Freddy om dat via hem te bemachtigen. Freddy lokt Michael weliswaar dichterbij en ontfutselt die daadwerkelijk het geweer, maar houdt dat daarna zelf. Opgefokt door Brents geschreeuw en gescheld, schiet hij die in zijn buik. Michael probeert Freddy te kalmeren. Brent blijkt nog in leven en doodt Freddy door die een pook door het oog te steken. Daarna pakt hij het geweer en gaat hij achter Michael en Jennifer aan, de kelder in. Net wanneer Brent ze neer wil schieten, slaat Amber hem neer met een schop. Daarna slaat ze nog een paar keer tot Brents hoofd aan stukken is.
Jennifer pakt het geweer en gaat met Michael de kelder uit. Amber gaat naar haar tas om een antidepressivum te pakken. De moordenaar heeft haar pillen niettemin verwisseld met een tweede geweer. Jennifer en Amber staan daardoor even later oog in oog, allebei een geweer op de ander richtend. Ze maken ruzie over Michael, Jennifers vriend. Amber is ook met hem naar bed geweest en houdt van hem. Jennifer schiet Amber in haar buik. Wanneer iemand het huis nadert, gaan Jennifer en Michael naar de kelder. Michael draagt de gewonde Amber met zich mee. Zodra er voeten de keldertrap opstappen, schiet hij het geweer leeg in die richting. De voeten blijken alleen van de dode Alex, die de kelder invalt.
Jennifer en Michael omhelzen elkaar. Zij maakt van de gelegenheid gebruik om onverwacht een mes in zijn buik te steken. Amber voorkomt erger door Jennifer vanachter aan te vallen en te wurgen. Daarna kruipt ze naast Michael onder de keldertrap. Allebei gewond, zien ze op een klok dat het nog maar een paar minuten duurt voor het zes uur is. De moordenaar nadert op de trap. Net voor de deadline steekt Michael een mes in zijn eigen buik om zo Amber te redden, die als enige overblijft. De moordenaar houdt woord: hij doet het kelderluik open en Amber mag gaan.

### Epiloog
Walter spreekt een boodschap in op het antwoordapparaat van Dr. Truftin. Hij vertelt dat hij onderzoek heeft gedaan naar zijn stelling dat wanhopige mensen bereid zijn tot moord als ze daarmee hun eigen leven kunnen redden en dat daaruit zijn gelijk blijkt. De camera zoomt in op een foto waar Dr. Truftin opstaat samen met zijn zoon, Brent.

## Rolverdeling
- Don McManus - Dr. Karl Truftin
- Ryanne Duzich - Amber
- Teddy Dunn - Brent
- Daniel Franzese - Freddy
- Agnes Bruckner - Jennifer
- Patrick John Flueger - Michael
- Steffi Wickens - Nicole
- Theo Rossi - Carlos
- Taryn Manning - Alex
- Kevin Gage - Walter